# Emmanuel de Fonscolombe
Emmanuel de Fonscolombe (Aix-en-Provence, 27 octobre 1810 - Aix-en-Provence, 21 mars 1875) est un compositeur français.

## Biographie
Emmanuel Boyer de Fonscolombe est le fils de Charles Boyer de Fonscolombe (Aix, 1778 - 1838), baron de la Môle, conseiller général des Bouches-du-Rhône, et de son épouse née Émilie Cotto dei Cotti (1781 - 1869), d'une famille niçoise. 
En 1810, il épouse à Aix-en-Provence Anne Salavy, fille de Jacques-Henri Salavy, armateur marseillais et lui-même fils de Jean-Honoré Salavy, et d'Emma de Magneval. Son grand-père maternel, Gabriel-Barthélémy de Magneval, est un important négociant lyonnais, élu à plusieurs reprises député ultra-royaliste. Il aura deux fils de son mariage : Charles et Fernand. Il est l'arrière-grand-père d'Antoine de Saint-Exupéry.
Féru de botanique, d'entomologie et de géologie (il a pour oncle le célèbre collectionneur Étienne de Fonscolombe), il fait des études de droit à Aix. Sous l'influence de son ami Félicien David (qui lui dédiera Moïse au Sinaï et Eden) il se consacre à la composition musicale en étant maître de chapelle de l’église de la Magdeleine, à Aix, et membre de l’Académie pontificale de Sainte-Cécile de Rome (1846).
Par décret impérial du 1er août 1864, signé de Napoléon III, il est confirmé baron de la Môle (Var) pour lui et ses descendants.

## Œuvres
- Trio pour violon, violoncelle et piano (manuscrit retrouvé en 2015).
- Un Prisonnier en Crimée, opéra-comique en 2 actes, représenté à Marseille. Œuvre inspirée par l’expédition d’Orient en 1854 de son frère, le colonel de cavalerie Ludovic de Fonscolombe. (Le livret est perdu.)
- une Messe solennelle à grand orchestre.
- une Messe en si bémol majeur pour 3 voix d’hommes.
- une Messe brève pour soprano, ténor et basse avec accompagnement d'orgue créée à Paris en 2009 à N-D du Travail, enregistrée à Marseille en 2010.
- Une Passion selon Saint Jean (manuscrit retrouvé en 2015).
- de nombreux motets : Justus ut palma florebit; Ave Maria; O Salutaris; Ave verum; Invocations à la Vierge; Panis angelicus; Stabat Mater; Tout l'Univers (Racine)...
- des Dévotions provençales concernant Sainte Delphine et son époux Saint Elzéar, Saint Maxime de Riez, Notre-Dame de la Seds...
- Une édition critique du Miserere de Carissimi et la traduction de l’ouvrage de l’abbé Giuseppe Baini Mémoires historiques et critiques sur la vie et les œuvres de Palestrina.
- Des mélodies et des duos vocaux ravissants, témoins d'un certain romantisme français naissant, préfigurant le Berlioz des Nuits d'été.

## Discographie
- Mélodies, duos et pièces religieuses par Anna-Maria Panzarella  soprano, Mario Hacquard  baryton, Maria Belooussova, piano et Frédéric Deville, violoncelle. Label Hybrid'music - décembre 2007.
- Messe brève par Catherine Manandaza, soprano, Patrick Garayt, ténor, Mario Hacquard, baryton et Carolyn Shuster Fournier, orgue. Label Voice of Lyrics - décembre 2010